# Friedrich Güll

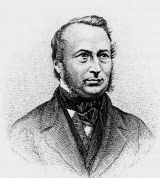
Porträt

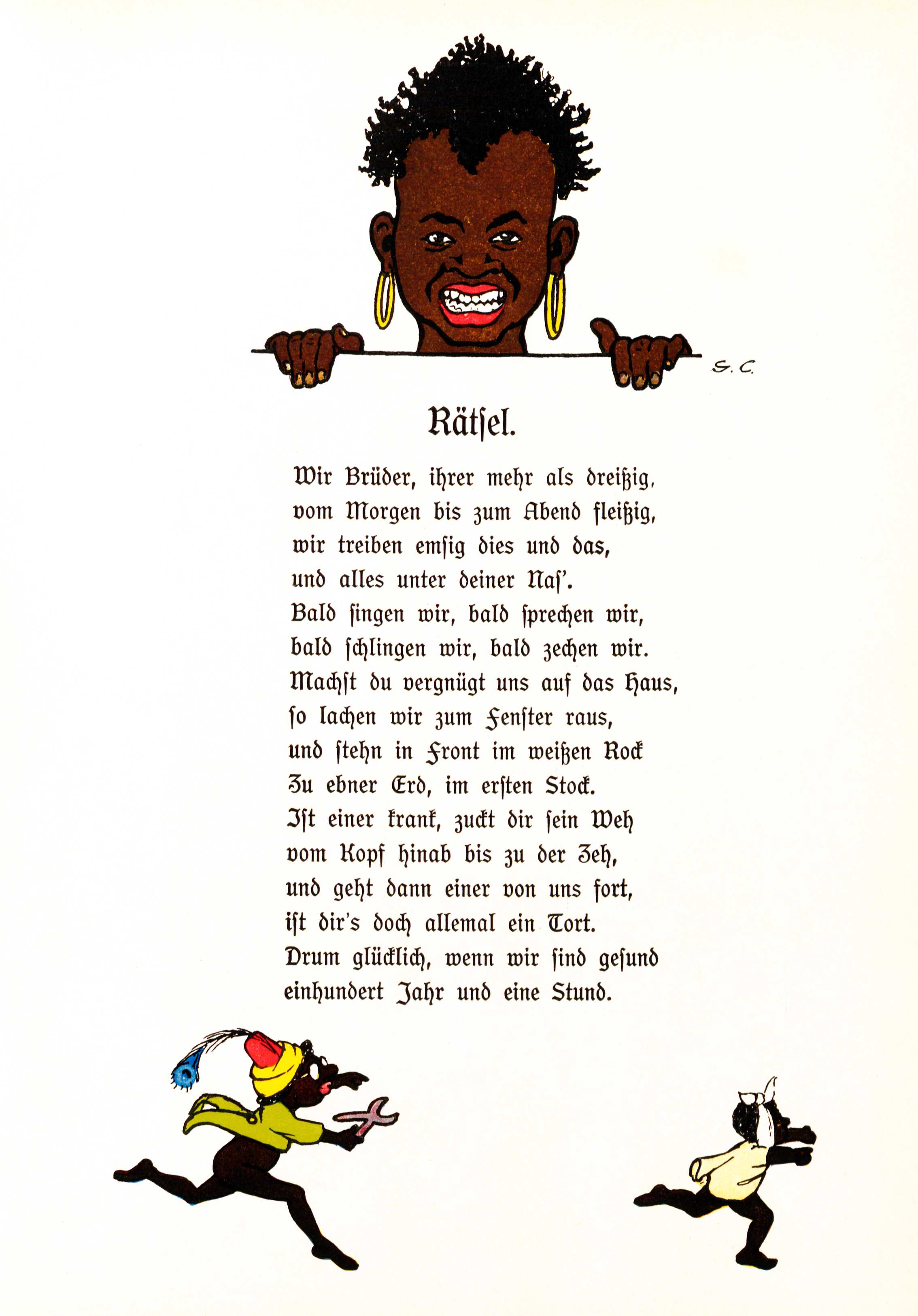
Gertrud Caspari: Rätsel

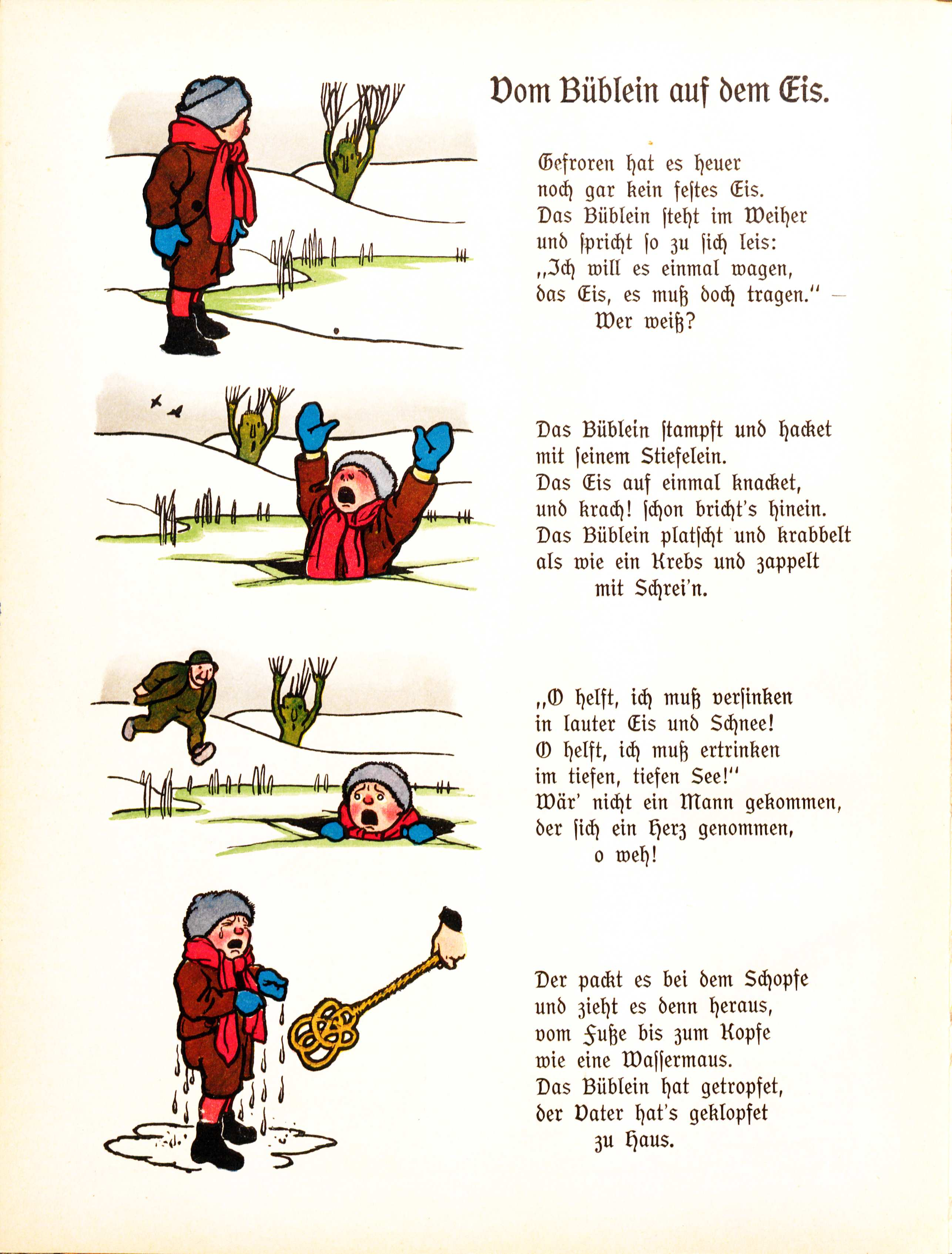
Vom Büblein auf dem Eis

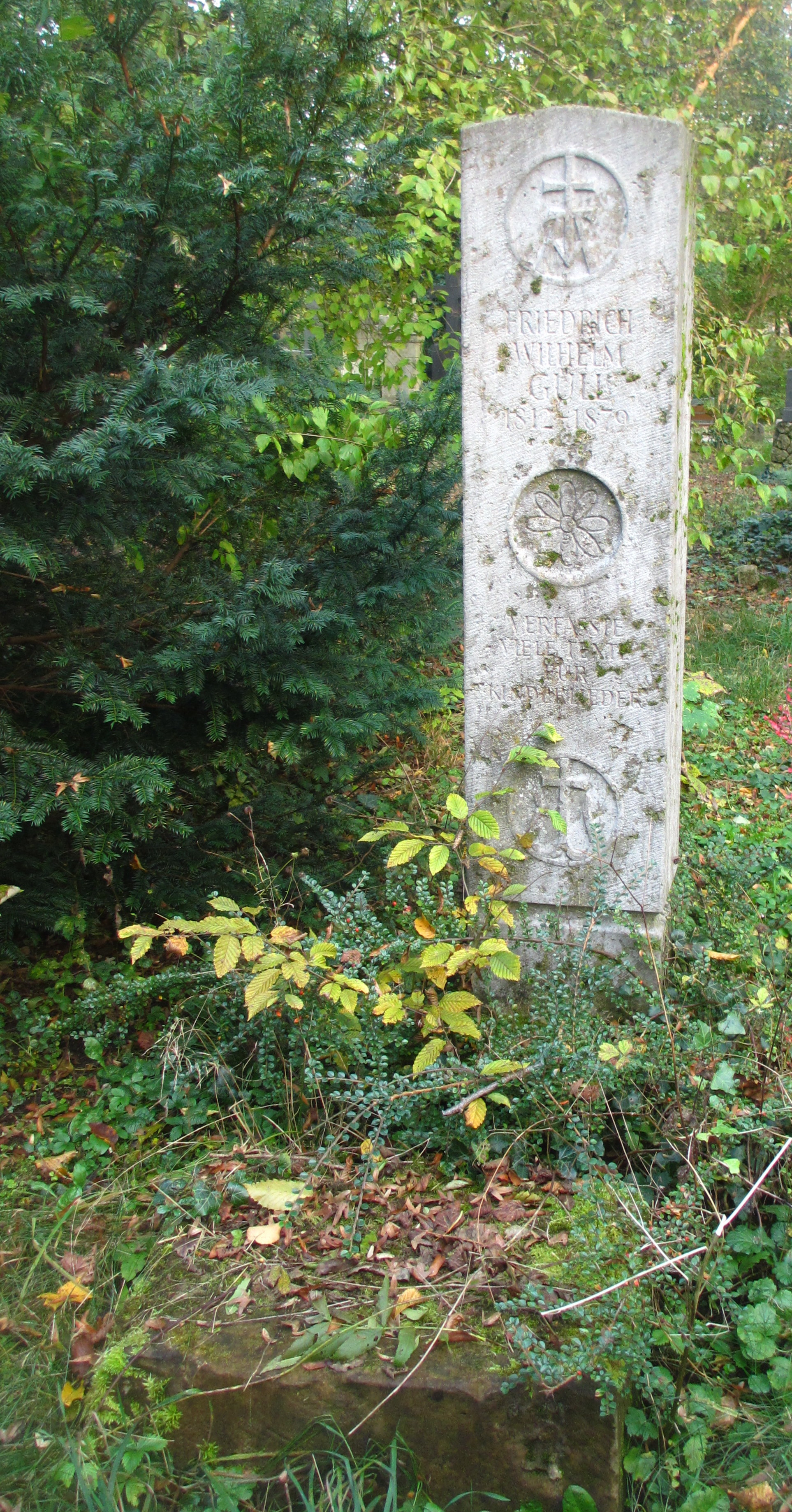
Grab von Friedrich Güll auf dem Alten Südlichen Friedhof in München

Friedrich Wilhelm Güll (* 1. April 1812 in Ansbach; † 24. Dezember 1879 in München) war ein deutscher Dichter, der vor allem durch seine Kinderlieder bekannt wurde.

## Leben
Friedrich Güll, dessen Vater Goldschmiedemeister war, ließ sich 1829 im Königlich-Bayerischen Schullehrerseminar Altdorf ausbilden und lebte dann als Lehrer in Flachslanden und Ansbach.
Im Jahre 1842 zog er nach München, wo er Lehrer an der protestantischen Pfarrschule wurde. Zwei Jahre später eröffnete er noch einen Privatkurs für Mädchen aus den höheren Ständen und leitete ihn 27 Jahre lang. Um die Versorgung seiner Frau und seiner drei Kinder sichern zu können, erteilte Güll u. a. im Haus der Familie Kaulbach Privatunterricht. Die bayerischen Könige Maximilian II. und Ludwig II. gewährten dem berühmten Dichter ein Ehrengehalt.
Er starb 1879 in der bayerischen Landeshauptstadt München, man begrub ihn auf dem Alten Südlichen Friedhof in München (Gräberfeld 33 – Reihe 10 – Platz 34) Standort.

## Ehrungen
In seiner Geburtsstadt Ansbach erinnert heute das Güll-Brünnlein an ihn, das ein Motiv aus seinem Gedicht Der Pflaumenregen darstellt. Es befindet sich an der Außenwand der St.-Johannis-Kirche am Martin-Luther-Platz, gegenüber steht sein Geburtshaus. Auch erinnert die Ansbacher Güllschule aus der Jugendstilzeit an der Güllstraße mit Motiven wie Büblein auf dem Eise über dem Eingang an den Sohn der Stadt. Des Weiteren ist die Güllstraße im Münchener Stadtteil Ludwigsvorstadt nach ihm benannt.

## Werk
Mit seinen gemütvollen, unbefangenen Gedichten wie Das Büblein auf dem Eise, Osterhäslein oder Der erste Schnee gehörte Güll zu den wichtigsten Kinderlyrikern des Biedermeier. Erstmals erschienen seine Werke 1836 in Kinderheimath in Bildern und Liedern. Die Bebilderung hierzu lieferte Julius Nisle, das Vorwort der Romantiker Gustav Schwab, der Gülls Dichtertalent und seine Art, Lehrreiches mit guter Laune statt ernster Miene zu vermitteln, lobte. Viele der Dichtungen wurden von Karl Gottfried Wilhelm Taubert vertont. Der Komponist Heinrich Kaspar Schmid vertonte in op. 25 für Jugendchor die Gedichte Frisch auf, Tanzliedchen, Spruch von der Kirche, Wenn die Kinder schlafen ein, Osterhäslein, Sommernacht und Waffenschmied.
Unter dem Pseudonym „Adam Lenz“ gab er 1838 die Sammlung von Kinderreimen Großmutter und Enkel heraus. Es folgten u. a. Weihnachtsbilder (1840), eine Neuauflage der Kinderheimath mit Zeichnungen von Franz Graf von Pocci (1846), Neue Bilder für Kinder (1849), Perlen aus dem Schatz deutscher Lyrik (1850) und das zweibändige Lehrbuch Systematische Bilderschule (1847–1851).
Postum erschienen die Werke Leitstern auf der Lebensfahrt, ein Spruchbrevier (1881) und Räthselstübchen (1882), sein ehemaliger Schüler Hermann von Kaulbach illustrierte zum Andenken an ihn das Kaulbach-Güll-Bilderbuch.

Gedichtsillustrationen am F. W. Gülls Geburtshaus
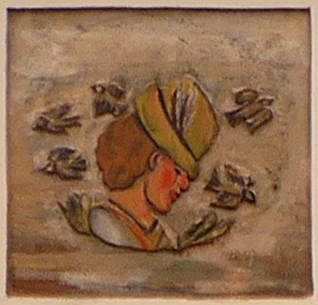
Vom Bauern und den Tauben
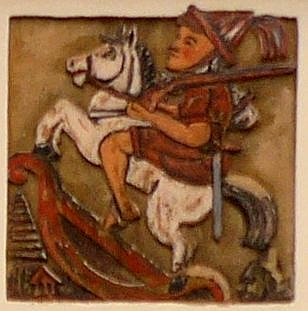
Wer will unter die Soldaten
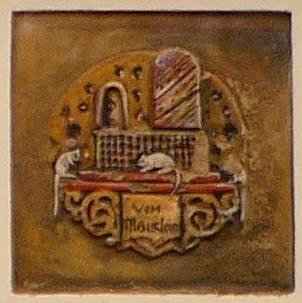
Vom Mäuslein
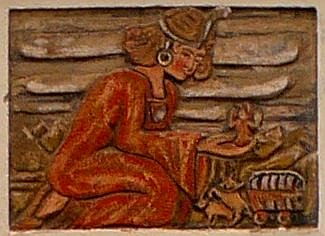
Vom Bauern und vom Riesentöchterlein
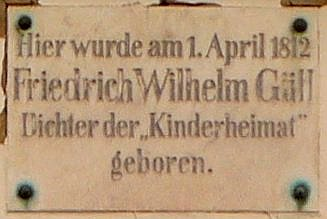
Gedenktafel
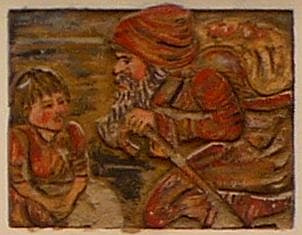
Pelzemärtel